# Genyorchis platybulbon
Genyorchis platybulbon är en orkidéart som beskrevs av Rudolf Schlechter. Genyorchis platybulbon ingår i släktet Genyorchis och familjen orkidéer. IUCN kategoriserar arten globalt som akut hotad. Inga underarter finns listade i Catalogue of Life.